# Bulga (ort)
Bulga är en ort i Australien. Den ligger i kommunen Singleton och delstaten New South Wales, i den sydöstra delen av landet, omkring 130 kilometer norr om delstatshuvudstaden Sydney. Antalet invånare är 322.
Närmaste större samhälle är Singleton, omkring 18 kilometer nordost om Bulga. 
I omgivningarna runt Bulga växer i huvudsak städsegrön lövskog. Runt Bulga är det mycket glesbefolkat, med 4 invånare per kvadratkilometer. Genomsnittlig årsnederbörd är 1 149 millimeter. Den regnigaste månaden är februari, med i genomsnitt 197 mm nederbörd, och den torraste är juli, med 41 mm nederbörd.